# Tour di Biagio Antonacci

## Sapessi dire no Tour 2012-2013

### Scaletta
1. Vivi l'avventura
2. Se fosse per sempre
3. Dimenticarti è poco
4. Insieme finire
5. Così presto no
6. Qui
7. Lascia stare
8. Angela
9. In una stanza quasi rosa
10. Iris (tra le tue poesie)
11. Quanto tempo e ancora
12. Se è vero che ci sei
13. Senza un nome
14. Alessandra
15. Sognami
16. Non vivo più senza te
17. L'evento
18. Liberatemi
19. Non è mai stato subito
20. Chiedimi scusa
21. Buongiorno bell'anima
22. Pazzo di lei
23. Se io se lei
24. Convivendo
25. Ti dedico tutto

### Date

#### Tour primavera 2012
Maggio 2012
- 5 maggio 2012, Bari, PalaFlorio
- 7 maggio 2012, Acireale, PalaTupparello
- 9 maggio 2012, Eboli, PalaSele
- 10 maggio 2012, Caserta, PalaMaggiò
- 12 maggio 2012, Roma, PalaLottomatica
- 13 maggio 2012, Firenze, Nelson Mandela Forum
- 15 maggio 2012, Ancona, PalaRossini
- 16 maggio 2012, Bologna, Unipol Arena
- 18 maggio 2012, Mantova, PalaBam
- 20 maggio 2012, Treviso, PalaVerde
- 22 maggio 2012, Trieste, PalaTrieste
- 23 maggio 2012, Trento, PalaTrento
- 24 maggio 2012, Genova, 105 Stadium
- 26 maggio 2012, Torino, PalaAlpitour
- 29 maggio 2012, Rimini, 105 Stadium
- 30 maggio 2012, Perugia, PalaEvangelisti

#### Tour autunno/inverno 2012-2013
Ottobre 2012
- 5 ottobre 2012, Trento, PalaTrento
- 6 ottobre 2012, Parma, PalaRaschi
- 9 ottobre 2012, Milano, Mediolanum Forum d'Assago
- 10 ottobre 2012, Milano, Mediolanum Forum d'Assago
- 13 ottobre 2012, Roma, PalaLottomatica
- 16 ottobre 2012, Eboli, PalaSele
- 18 ottobre 2012, Pescara, Palasport Giovanni Paolo II
- 20 ottobre 2012, Bari, PalaFlorio
- 21 ottobre 2012, Bari, PalaFlorio
- 23 ottobre 2012, Reggio Calabria, Piazza Castello

Novembre 2012
- 2 novembre 2012, Verona, PalaOlimpia
- 3 novembre 2012, Padova, PalaFabris
- 5 novembre 2012, Montichiari, PalaGeorge
- 6 novembre 2012, Pavia, PalaRavizza
- 8 novembre 2012, Cuneo, Palasport di San Rocco Castagnaretta
- 10 novembre 2012, Firenze, Nelson Mandela Forum
- 23 novembre 2012, Modena, PalaPanini
- 24 novembre 2012, Forlì, PalaGalassi
- 25 novembre 2012, Conegliano, Zoppas Arena
- 27 novembre 2012, Torino, PalaAlpitour
- 28 novembre 2012, Varese, PalaWhirlpool
- 30 novembre 2012, Livorno, PalaLivorno

Dicembre 2012
- 8 dicembre 2012, Taranto, PalaMazzola
- 10 dicembre 2012, Acireale, PalaTupparello
- 12 dicembre 2012, Napoli, PalaPartenope
- 13 dicembre 2012, Pescara, Palasport Giovanni Paolo II
- 15 dicembre 2012, Roma, PalaLottomatica

Gennaio 2013
- 19 gennaio 2013, Roma, PalaLottomatica
- 21 gennaio 2013, Milano, Mediolanum Forum d'Assago
- 22 gennaio 2013, Milano, Mediolanum Forum d'Assago

## L'amore comporta Tour 2014-2015

### Scaletta
Palco Antonacci
1. Cado
2. Se fosse per sempre
3. Insieme finire
4. Ti penso raramente
5. Dolore e forza
6. Mi fai stare bene
7. Il cielo ha una porta sola
8. Ti dedico tutto
9. Non so più a chi credere
10. Angela
11. Non ci facciamo compagnia
12. Se io se lei
13. Non devi perdermi
14. Non è mai stato subito
15. Buongiorno bell'anima
16. Convivendo
17. Iris (tra le tue poesie)
18. Hai bisogno di me
19. Se è vero che ci sei
20. Duetto
21. Pazzo di lei
22. L'amore comporta
23. Quanto tempo ancora
24. Sognami
25. Ho la musica nel cuore
26. Non vivo più senza te
27. Liberatemi

L'amore comporta Tour 2014-2015
1. Cado
2. Se fosse per sempre
3. Insieme finire
4. Tu sei bella
5. Mi fai stare bene
6. L'amore comporta
7. Hai bisogno di me
8. Il cielo ha una porta sola
9. Ti dedico tutto
10. Non so più a chi credere
11. Angela
12. Non ci facciamo compagnia
13. Sappi amore mio
14. Se è vero che ci sei
15. Non è mai stato subito
16. Medley: Così presto no, Coccinella, In una stanza quasi rosa, Le cose che hai amato di più
17. Quanto tempo e ancora
18. Convivendo
19. Buongiorno bell'anima
20. Se io se lei
21. Ti penso raramente
22. Dolore e forza
23. Ho la musica nel cuor
24. Iris
25. Pazzo di lei
26. Sognami
27. Non vivo più senza te
28. Liberatemi

### Date

#### Palco Antonacci 2014
Maggio 2014
- 24 maggio 2014, Bari, Arena della Vittoria
- 31 maggio 2014, Milano, Stadio Giuseppe Meazza di San Siro

#### L'amore comporta Tour 2014
Novembre 2014
- 5 novembre 2014, Morbegno, Polo Fieristico Provincia
- 8 novembre 2014, Roma, PalaLottomatica
- 9 novembre 2014, Roma, PalaLottomatica
- 11 novembre 2014, Eboli, PalaSele
- 12 novembre 2014, Castel Morrone, PalaMaggiò
- 14 novembre 2014, Acireale, PalaTupparello
- 16 novembre 2014, Bari, PalaFlorio
- 17 novembre 2014, Bari, PalaFlorio
- 19 novembre 2014, Ancona, PalaRossini
- 20 novembre 2014, Pescara, Palasport Giovanni Paolo II
- 22 novembre 2014, Forlì, PalaGalassi
- 23 novembre 2014, Rimini, 105 Stadium
- 25 novembre 2014, Firenze, Nelson Mandela Forum
- 26 novembre 2014, Genova, 105 Stadium
- 28 novembre 2014, Varese, PalaWhirlpool
- 29 novembre 2014, Mantova, PalaBam

Dicembre 2014
- 1º dicembre 2014, Torino, PalaAlpitour
- 2 dicembre 2014, Cuneo, Palasport di San Rocco Castagnaretta
- 5 dicembre 2014, Verona, PalaOlimpia
- 6 dicembre 2014, Montichiari, PalaGeorge
- 12 dicembre 2014, Roma, PalaLottomatica
- 13 dicembre 2014, Livorno, Modigliani Forum
- 16 dicembre 2014, Trento, PalaTrento
- 17 dicembre 2014, Varese, PalaWhirlpool
- 19 dicembre 2014, Bologna, Unipol Arena
- 20 dicembre 2014, Padova, Arena Padova Fiere

#### L'amore comporta Tour 2015
Aprile 2015
- 10 aprile 2015, Eboli, PalaSele
- 11 aprile 2015, Caserta, PalaMaggiò
- 13 aprile 2015, Barletta, PalaDisfida
- 14 aprile 2015, Taranto, PalaMazzola
- 16 aprile 2015, Acireale, PalaTupparello
- 17 aprile 2015, Acireale, PalaTupparello
- 19 aprile 2015, Catanzaro, Pala Gallo
- 22 aprile 2015, Pescara, Palasport Giovanni Paolo II
- 27 aprile 2015, Milano, Mediolanum Forum d'Assago
- 28 aprile 2015, Milano, Mediolanum Forum d'Assago

Maggio 2015
- 6 maggio 2015, Firenze, Nelson Mandela Forum
- 9 maggio 2015, Torino, PalaAlpitour

#### Box Office
| Data             | Città    | Biglietti venduti / Disponibilità |
| ---------------- | -------- | --------------------------------- |
| 24 maggio 2014   | Bari     | 38,550 / 40,000                   |
| 31 maggio 2014   | Milano   | 81,277 / 81,277                   |
| 8 novembre 2014  | Roma     | 10.500/10.500                     |
| 14 novembre 2014 | Acireale | 6.100/6.100                       |
| 16 novembre 2014 | Bari     | 4.540/4.540                       |
| 20 novembre 2014 | Pescara  | 2.500/2.500                       |
| 28 novembre 2014 | Varese   | 5.299/5.299                       |

## Biagio Live Tour 2016

### Date
Settembre
- 7 settembre 2016, Milano, Mediolanum Forum d'Assago
- 8 settembre 2016, Milano, Mediolanum Forum d'Assago
- 9 settembre 2016, Milano, Mediolanum Forum d'Assago
- 14 settembre 2016, Roma, PalaLottomatica
- 16 settembre 2016, Roma, PalaLottomatica
- 17 settembre 2016, Roma, PalaLottomatica

Novembre
- 25 novembre 2016, Milano, Alcatraz (concerto speciale con presentazione album Biagio, pubblicato poi su DVD Mio mondo)

## Dediche e manie Tour 2017-2018

### Scaletta
1. Il migliore
2. È soffocamento
3. Insieme finire
4. Non ci facciamo compagnia
5. Quanto tempo e ancora
6. Fortuna che ci sei
7. Tu sei bella
8. Non è mai stato subito
9. Angela
10. Vivimi
11. Sei nell'aria
12. Danza sul mio petto
13. Come se fossi un'isola
14. Prima di tutto
15. S'incomincia dalla sera
16. Mi fai stare bene
17. In mezzo al mondo
18. Non parli mai
19. Ti penso raramente
20. Dolore e forza
21. Vorrei amarti anch'io
22. Buongiorno bell'anima
23. Se è vero che ci sei
24. Se io se lei
25. Iris (tra le tue poesie)
26. Pazzo di lei
27. Sognami
28. Non vivo più senza te
29. Convivendo
30. Liberatemi
31. Un bacio lungo come una canzone

### Date
Biagio Antonacci Tour 2017-2018
Dicembre 2017
- 12 dicembre 2017 (Data zero), Jesolo, Pala Arrex
- 15 dicembre 2017, Firenze, Nelson Mandela Forum
- 16 dicembre 2017, Rimini, 105 Stadium
- 18 dicembre 2017, Lugano (Svizzera), PalaResega
- 19 dicembre 2017, Genova, 105 Stadium
- 21 dicembre 2017, Torino, PalaAlpitour
- 27 dicembre 2017, Pescara, Palasport Giovanni Paolo II
- 29 dicembre 2017, Acireale, PalaTupparello
- 30 dicembre 2017, Acireale, PalaTupparello

Gennaio 2018
- 8 gennaio 2018, Bari, PalaFlorio
- 9 gennaio 2018, Bari, PalaFlorio
- 11 gennaio 2018, Bari, PalaFlorio
- 13 gennaio 2018, Eboli, PalaSele
- 14 gennaio 2018, Eboli, PalaSele
- 16 gennaio 2018, Reggio Calabria, PalaCalafiore
- 17 gennaio 2018, Reggio Calabria, PalaCalafiore
- 19 gennaio 2018, Perugia, PalaEvangelisti
- 20 gennaio 2018, Livorno, Modigliani Forum
- 23 gennaio 2018, Pesaro, Adriatic Arena
- 24 gennaio 2018, Mantova, PalaBam
- 26 gennaio 2018, Padova, Kioene Arena
- 27 gennaio 2018, Padova, Kioene Arena

Febbraio 2018
- 12 febbraio 2018, San Pietroburgo (Russia), Big Concert Hall Oktyabrsky
- 13 febbraio 2018, Mosca (Russia), Crocus City Hall

Dediche e manie Tour 2018
Maggio 2018
- 2 maggio 2018, Acireale, PalaTupparello
- 4 maggio 2018, Bari, PalaFlorio
- 5 maggio 2018, Bari, PalaFlorio
- 7 maggio 2018, Napoli, PalaPartenope
- 9 maggio 2018, Milano, Mediolanum Forum d'Assago
- 10 maggio 2018, Milano, Mediolanum Forum d'Assago
- 12 maggio 2018, Montichiari, PalaGeorge
- 13 maggio 2018, Conegliano, Zoppas Arena
- 23 maggio 2018, Roma, PalaLottomatica
- 25 maggio 2018, Roma, PalaLottomatica
- 26 maggio 2018, Bologna, Unipol Arena

## Laura Biagio Stadi Tour 2019
Laura Biagio Stadi Tour 2019 è una tournée di Laura Pausini e Biagio Antonacci partita da Bari il 26 giugno 2019 e terminata il 1º agosto 2019 a Cagliari all'interno di stadi italiani.
In soli 15 giorni sono stati venduti più di 150.000 biglietti.
La coreografia è curata da Luca Tommassini e alcuni abiti dei cantanti sono di Giorgio Armani.
Nella data di Cagliari hanno partecipato come ospiti Paola Cortellesi e Fiorello.

### Personale
Band
- Paolo Carta: chitarra elettrica, direzione musicale
- Massimo Varini: chitarra elettrica, chitarra acustica
- Placido Salamone: chitarra elettrica, chitarra acustica
- Roberto Gallinelli: basso elettrico
- Gareth Brown: batteria
- Fabio Coppini: pianoforte
- Yuri Barilaro: tastiere
- Ernesto Lopez: percussioni
- Gianluigi Fazio: cori
- Roberta Granà: cori
- Monica Hill: cori
- Claudia D'Ulisse: cori
- David Blank: cori

Archi
- Giulia Monti
- Francesca Grotti
- Caterina Coco
- Giulia Sandoli

Ballerini
- Nick Andreoni
- Joseph Caforio
- Giammarco Caruso
- Ilaria Cavola
- Andrea Comuzzi
- Stefano Ferrari
- Bicio Masi
- Ramona Mattei
- Irene Tavassi

### Scaletta
La durata del concerto è di circa 200 minuti.
1. Un'emergenza d'amore / Liberatemi (Laura & Biagio)
2. Resta in ascolto (Laura & Biagio)
3. Non è mai stato subito (Biagio)
(1° cambio abito Laura)
4. Il coraggio di andare / El valor de seguir adelante (Laura & Biagio)
5. E.STA.A.TE (Laura)
(1° cambio abito Biagio)
6. Medley Biagio insieme: Sappi amore mio, Tu sei bella, Le cose che hai amato di più, Non ci facciamo compagnia, Mi fai stare bene (Laura & Biagio)
7. Ti penso raramente (Biagio)
(2° cambio abito Laura)
8. Sognami (Laura & Biagio)
9. Una storia che vale (Biagio)
(3° cambio abito Laura)
10. Lato destro del cuore (Laura & Biagio)
11. La geografia del mio cammino / Le cose che vivi (Laura)
(2° cambio abito Biagio)
12. Medley Laura insieme: La solitudine, In assenza di te, Strani amori, Simili (Laura & Biagio)
13. Se io, se lei (Biagio)
(4° cambio abito Laura)
14. Pazzo di lei (Biagio, Laura balla)
15. Buongiorno bell'anima (Biagio)
(5° cambio abito Laura)
16. Se non te / Non ho mai smesso (Laura)
17. Frasi a metà (Laura)
18. Primavera in anticipo (It Is My Song) (Laura, Biagio accompagna con chitarra)
19. Se è vero che ci sei (Biagio, Laura accompagna con flauto traverso)
20. In una stanza quasi rosa (Laura & Biagio)
21. Ritorno ad amare (Laura)
(3° cambio abito Biagio)
22. Convivendo (Biagio)
(6° cambio abito Laura)
23. Medley Laura canta Biagio: Se tornerai, Sei, L'amore comporta, Ti ricordi perché (Laura & Biagio)
24. Medley Biagio canta Laura: Ho creduto a me, Il mio sbaglio più grande, Fidati di me (Laura & Biagio)
25. E ritorno da te (Laura & Paola Cortellesi) (a Cagliari)
26. Mio fratello (Laura, Biagio, Paola Cortellesi e Fiorello)(a Cagliari)
27. Non è detto (Laura)
28. Quanto tempo e ancora (Laura & Biagio)
29. Vivimi (Laura & Biagio)
30. Come se non fosse stato mai amore (Laura)
31. Iris (tra le tue poesie) (Biagio)
(7° cambio abito Laura)
32. In questa nostra casa nuova (Laura & Biagio) 
(bis) 
(4° cambio abito Biagio)
33. Non vivo più senza te (Biagio)
(8° cambio abito Laura)
34. Invece no (Laura)
(9° cambio abito Laura)
35. Tra te e il mare (Laura & Biagio)

### Date
Cronologia annuncio
- 3 dicembre 2018: prime 10 date (26 giugno - 1º agosto 2019)
- 16 dicembre 2018: seconda data a Milano (5 luglio 2019)

Giugno
- 26 giugno 2019, Bari, Stadio San Nicola
- 29 giugno 2019, Roma, Stadio Olimpico

Luglio
- 4 luglio 2019, Milano, Stadio Giuseppe Meazza di San Siro
- 5 luglio 2019, Milano, Stadio Giuseppe Meazza di San Siro
- 8 luglio 2019, Firenze, Stadio Artemio Franchi
- 12 luglio 2019, Bologna, Stadio Renato Dall'Ara
- 17 luglio 2019, Torino, Stadio Olimpico
- 20 luglio 2019, Padova, Stadio Euganeo
- 23 luglio 2019, Pescara, Stadio Adriatico-Giovanni Cornacchia
- 27 luglio 2019, Messina, Stadio San Filippo-Franco Scoglio

Agosto
- 1º agosto 2019, Cagliari, Fiera di Cagliari

#### Box Office
| Data            | Città   | Biglietti venduti |
| --------------- | ------- | ----------------- |
| 26 giugno 2019  | Bari    | 45.000            |
| 4-5 luglio 2019 | Milano  | 75.000            |
| 8 luglio 2019   | Firenze | 20.000            |
| 23 luglio 2019  | Pescara | 33.000            |
| 27 luglio 2019  | Messina | 40.000            |

### Nomination
Con il Laura Biagio Stadi Tour 2019 Biagio Antonacci e Laura Pausini ricevono a novembre 2019 una nomination ai Rockol Awards nella categoria Miglior artista Live italiano e a febbraio 2020 una nomination agli Onstage Awards nella categoria Miglior Tour 2019.

## Biagio Antonacci Tour 2022-2023
Biagio Antonacci Tour 2021 è una tournée di Biagio Antonacci partita da Jesolo il 5 novembre 2022 e terminata a Rimini il 31 dicembre 2023.
Il tour inizialmente strutturato da sole 20 date nello stesso luogo tra settembre e ottobre 2020 al Teatro Carcano di Milano  è stato rimandato prima all'anno successivo a causa della pandemia di COVID-19 del 2020 e infine al 2022 nei palazzetti.
L'8 novembre 2022 a Roma duetta con la cantante Laura Pausini nel brano Se è vero che ci sei.

### Band
- Jacopo Carlini: pianoforte, tastiere
- Placido Salamone: chitarra elettrica, chitarra acustica
- Massimo Varini: chitarra elettrica, chitarra acustica
- Emiliano Fantuzzi: chitarra, programmazione
- Donald Renda: batteria
- Ernesto Lopez: percussioni
- Lucio Enrico Fasino: basso elettrico

### Scaletta
1. Convivendo
2. Se fosse per sempre
3. Mio padre è un re
4. Quanto tempo e ancora
5. Il cielo ha una porta sola
6. Lascia stare
7. Non so più a chi credere
8. Il mucchio
9. Angela
10. Non è mai stato subito
11. Ti dedico tutto
12. Non ci facciamo compagnia
13. Ti penso raramente
14. Seria
15. Buongiorno bell'anima
16. Dolore e forza
17. Vivimi
18. Se è vero che ci sei
19. Le cose che hai amato di più
20. TI ricordi perché
21. Tu sei bella
22. Tra te e il mare
23. Mi fai stare bene
24. Mio fratello
25. Per farti felice
26. Pazzo di lei
27. Sognami
28. Non vivo più senza te
29. Liberatemi
30. Iris (tra le tue poesie)
31. Telenovela
32. Se io se lei

### Date
- Tra parentesi sono indicate le 20 date originali previste per il 2020 e 2021 e rinviate al 2022 a causa della pandemia di COVID-19; le altre sono invece nuove date.

#### Tour invernale
Novembre
- 5 novembre 2022, Jesolo, Pala Invent
- 8 novembre 2022, Roma, Palazzo dello Sport
- 11 novembre 2022, Eboli, PalaSele
- 17 novembre 2022, Bari, PalaFlorio
- 18 novembre 2022, Bari, PalaFlorio

Dicembre
- 14 dicembre 2022, Torino, PalaAlpitour
- 17 dicembre 2022, Firenze, Nelson Mandela Forum
- 19 dicembre 2022, Milano, Mediolanum Forum d'Assago (29/9/20-28/9/21, 30/9/20-29/9/21, 2/10/20-1/10/21, 3/10/20-2/10/21, 4/10/20-3/10/21, 6/10/20-5/10/21, 7/10/20-6/10/21, 9/10/20-8/10/21, 10/10/20-9/10/21, 11/10/20-10/10/21, Teatro Carcano, 9 date)
- 20 dicembre 2022, Milano, Mediolanum Forum d'Assago (13/10/20-12/10/21, 14/10/20-13/10/21, 16/10/20-15/10/21, 17/10/20-16/10/21, 18/10/20-17/10/21, 18/10/20-17/10/21, 20/10/20-19/10/21, 21/10/20-20/10/21, 23/10/20-22/10/21, 24/10/20-23/10/21, 25/10/20-24/10/21, Teatro Carcano, 11 date)

#### Tour primaverile
Maggio
- 4 maggio 2023, Padova, Kioene Arena
- 6 maggio 2023, Milano, Mediolanum Forum d'Assago
- 11 maggio 2023, Mantova, Grana Padano Arena
- 13 maggio 2023, Rimini, RDS Stadium
- 16 maggio 2023, Bari, PalaFlorio
- 17 maggio 2023, Bari, PalaFlorio
- 23 maggio 2023, Reggio Calabria, PalaCalafiore
- 25 maggio 2023, Eboli, PalaSele
- 27 maggio 2023, Livorno, Modigliani Forum

#### Tour estivo
Giugno
- 30 giugno 2023, Ferrara, Piazza Trento e Trieste, Ferrara Summer Festival

Luglio
- 1º luglio 2023, Parma, Parco Ducale
- 7 luglio 2023, Nichelino, Palazzina di caccia di Stupinigi,  Sonic Park Stupinigi
- 10 luglio 2023, Siracusa, Teatro greco di Siracusa
- 13 luglio 2023, Marostica, Piazza Castello, Marostica Summer Festival
- 15 luglio 2023, Trieste, Piazza Unità d'Italia
- 18 luglio 2023, Lanciano, Parco delle Rose
- 22 luglio 2023, Alghero, Anfiteatro Maria Pia
- 25 luglio 2023, Peccioli, Anfiteatro Fonte Mazzola, Festival 11 Lune
- 30 luglio 2023, Sampeyre, Vallone Sant'Anna

Agosto
- 5 agosto 2023, Pompei, Teatro Grandi Scavi di Pompei

Dicembre
- 31 dicembre 2023, Rimini, Piazzale Fellini

#### Date annullate
- 9 novembre 2022, Roma, Palazzo dello Sport - biglietti convertiti per la data dell'8 novembre 2022.

## Biagio Antonacci Tour 2024
Biagio Antonacci Tour 2024 è una tournée di Biagio Antonacci che è partita da Capannori il 5 giugno 2024 e terminata a Palermo il 31 dicembre 2024.

### Band
- Caterina Coco: tastiere
- Placido Salamone: chitarra elettrica, chitarra acustica
- Massimo Varini: chitarra elettrica, chitarra acustica
- Linda Pinelli: chitarra elettrica, chitarra acustica
- Daniele Cavalca: batteria
- Leonardo Di Angilla – percussioni

### Scaletta
1. Convivendo
2. Se fosse per sempre
3. Mio padre è un re
4. Quanto tempo e ancora
5. Il cielo ha una porta sola
6. Lascia stare
7. Non so più a chi credere
8. Il mucchio
9. Angela
10. Non è mai stato subito
11. Ti dedico tutto
12. Non ci facciamo compagnia
13. Ti penso raramente
14. Seria
15. Buongiorno bell'anima
16. Dolore e forza
17. Vivimi
18. Se è vero che ci sei
19. Le cose che hai amato di più
20. TI ricordi perché
21. Tu sei bella
22. Tra te e il mare
23. Mi fai stare bene
24. Mio fratello
25. Per farti felice
26. Pazzo di lei
27. Sognami
28. Non vivo più senza te
29. Liberatemi
30. Iris (tra le tue poesie)
31. Telenovela
32. Se io se lei

### Date

#### Funziona solo se stiamo insieme
Giugno
- 5 giugno 2024 (Data zero), Capannori, Area verde
- 13 giugno 2024, Roma, Terme di Caracalla
- 14 giugno 2024, Roma, Terme di Caracalla
- 28 giugno 2024, Genova, Arena del mare
- 29 giugno 2024, Genova, Arena del mare

Luglio
- 12 luglio 2024, Roccella Ionica, Teatro al Castello
- 13 luglio 2024, Roccella Ionica, Teatro al Castello
- 18 luglio 2024, Pompei, Anfiteatro degli Scavi
- 19 luglio 2024, Pompei, Anfiteatro degli Scavi
- 20 luglio 2024, Pompei, Anfiteatro degli Scavi
- 26 luglio 2024, Barletta, Fossato del Castello, Oversound Music Festival
- 27 luglio 2024, Barletta, Fossato del Castello, Oversound Music Festival

Agosto
- 1º agosto 2024, Taormina, Teatro antico
- 2 agosto 2024, Taormina, Teatro antico
- 3 agosto 2024, Taormina, Teatro antico

Settembre
- 9 settembre 2024, Macerata, Sferisterio di Macerata
- 10 settembre 2024, Macerata, Sferisterio di Macerata

#### Un evento unico per 10 concerti
Settembre
- 17 settembre 2024, Gardone Riviera, Arena del Vittoriale
- 18 settembre 2024, Gardone Riviera, Arena del Vittoriale
- 20 settembre 2024, Gardone Riviera, Arena del Vittoriale
- 21 settembre 2024, Gardone Riviera, Arena del Vittoriale
- 22 settembre 2024, Gardone Riviera, Arena del Vittoriale
- 24 settembre 2024, Gardone Riviera, Arena del Vittoriale
- 25 settembre 2024, Gardone Riviera, Arena del Vittoriale
- 27 settembre 2024, Gardone Riviera, Arena del Vittoriale
- 28 settembre 2024, Gardone Riviera, Arena del Vittoriale
- 29 settembre 2024, Gardone Riviera, Arena del Vittoriale

#### Altro
- 31 dicembre 2024, Palermo, Piazza Ruggero Settimo

#### Date rinviate
- 9 e 10 giugno 2024, Macerata, Sferisterio di Macerata - rinviate al 9 e 10 settembre a causa di una gastroenterite.